# Potadoma liberiensis
Potadoma liberiensis е вид коремоного от семейство Pachychilidae.

## Разпространение
Видът е разпространен в Гвинея, Кот д'Ивоар и Либерия.